# Гидрокарбонаты
Гидрокарбона́ты — кислые соли угольной кислоты H2CO3. Формула аниона: HCO−
3.  Устаревшие названия гидрокарбонатов: кислый, углекислый, двууглекислый, бикарбонаты.
Гидрокарбонаты практически всех элементов хорошо растворимы в воде, в том числе гидрокарбонаты щёлочноземельных металлов, в отличие от небольшого числа растворимых в воде карбонатов.

## Получение
В общем случае гидрокарбонаты образуются при длительном пропускании углекислого газа через водный раствор (или суспензию), содержащий карбонат:
{\displaystyle {\ce {MeCO3 + CO2 + H2O -> Me(HCO3)2}}}, где Me — бивалентный катион металла.
Наиболее востребованный в промышленности и быту гидрокарбонат натрия получают по так называемому аммиачно-хлоридному способу. Гидрокарбонат натрия гораздо хуже растворим в ледяной воде, поэтому его можно отделить от хорошо растворимого хлорида аммония отделением осадка с помощью фильтрования:
{\displaystyle {\ce {NaCl + NH3 + CO2 + H2O ->[{0 °C}] NaHCO3v + NH4Cl}}}

## Химические свойства
При нагревании гидрокарбонаты разлагаются на соответствующий карбонат, воду и углекислый газ:
{\displaystyle {\ce {2NaHCO3->[t] Na2CO3 + CO2 + H2O}}}
Гидролиз гидрокарбонат-иона происходит по схеме:
{\displaystyle {\ce {HCO3- + H2O <=> OH- + H2CO3}}}
Из-за этого водные растворы гидрокарбонатов всегда имеют слабощелочную или щелочную реакцию.
Взаимодействие со щелочами:
{\displaystyle {\ce {HCO3- + OH- -> CO3^2- + H2O}}}
С кислотами:
{\displaystyle {\ce {HCO3- + H3O+ -> CO2 + 2H2O}}}
Далее углекислый газ взаимодействует с водой с образованием угольной кислоты. Происходит это до тех пор, пока его концентрация не начнёт превышать равновесную для системы «угольная кислота/вода и углекислый газ», после чего начнут образовываться пузырьки газа. В кислой среде карбонаты и гидрокарбонаты разлагаются с образованием углекислого газа.

## Применение
Гидрокарбонат натрия (сода) используется в производстве искусственных минеральных вод, как действующий компонент огнетушителей. Также применяется в кондитерском деле, хлебопечении, в быту, в медицине, а также в качестве универсального «мягкого» нейтрализатора кислот. 
Гидрокарбонат аммония используется в пищевой промышленности в качестве разрыхлителя для плоских хлебобулочных изделий, таких как печенье и крекеры.

## Физиологическое действие
В организме гидрокарбонат-ион является неотъемлемой частью гидрокарбонатной буферной системы, регулирующей постоянство pH крови. 70–75 % СО2 в организме превращается в угольную кислоту (Н2СО3), которая является сопряжённой кислотой по отношению к гидрокарбонат-иону и может быстро превратиться в него.
С угольной кислотой бикарбонат в сочетании с водой, ионами гидроксония и углекислым газом образует буферную систему, которая поддерживается в равновесии, необходимом для обеспечения устойчивости к изменениям pH. Это особенно важно для защиты тканей центральной нервной системы, где изменения pH, выходящие за пределы нормального диапазона в любом направлении, могут оказаться катастрофическими (см. ацидоз и алкалоз).
Кроме того, бикарбонат играет ключевую роль в пищеварительной системе. Он повышает pH содержимого двенадцатиперстной кишки после того, как очень кислый желудочный сок закончил переваривать пищу в желудке.

## Гидрокарбонат-ион в окружающей среде
Гидрокарбонат-ион является преобладающей формой растворённого неорганического углерода в морской воде и в большинстве пресных вод. Он является важным поглотителем углерода в углеродном цикле.
В экологии пресных вод сильная фотосинтетическая активность пресноводных растений при дневном свете способствует выделению в воду газообразного кислорода и гидрокарбонат-ионов. Далее они сдвигают pH в щелочную сторону до тех пор, пока при определенных обстоятельствах уровень щелочности не станет токсичным для некоторых организмов или не сделает токсичными другие химические компоненты (например, аммиак). В темноте, когда фотосинтез практически не происходит, в результате процессов дыхания выделяется углекислый газ, и новые ионы бикарбоната не образуются, что приводит к быстрому падению рН.
Выщелачивание некоторых горных пород происходит благодаря превращению их в гидрокарбонаты из карбонатов под действием дождевой воды с растворённым в ней углекислым газом. В то же время данный процесс обратим и является частью цикла круговорота углерода в природе.